# Rio Soque
O rio Sokh ou rio Soque (em usbeque: So'x; em russo: Сох; romaniz.: Sokh) é um rio no Quirguistão e Usbequistão. Tem a sua origem na articulação da encosta norte das montanhas Alai e do Turquestão, e termina no Vale de Fergana. No passado, foi um afluente esquerdo do rio Sir Dária. Atualmente, o rio é totalmente utilizado para a irrigação. O comprimento do rio é de 124 km (77 mi) com uma área de influência com 3510 km², e a média normal de descarga de 42,1 metros cúbicos por segundo.